# Реакция (Новые приключения Человека-паука)
«Реакция» (англ. Reaction) — восьмой эпизод американского мультсериала «Новые приключения Человека-паука», основанного на одноимённом персонаже комиксов Marvel, созданном Стэном Ли и Стивом Дитко. Первый показ состоялся 3 мая 2008 года.

## Сюжет
Доктор Отто Октавиус сообщает своему боссу Норману Озборну об опасности нескольких недавних экспериментов, которые они проводили для создания суперзлодеев в его лаборатории, но Озборн быстро отругал его за «нытьё». Октавиус идёт работать в комнату для экспериментов, а Озборн уходит. Злодей Зелёный гоблин пробирается в лабораторию, активирует генераторы и запирает Октавуса внутри комнаты. Последний безуспешно пытается выбраться из неё, но экспериментальное излучение расплавляет механические щупальца, которые проникают в кожу Отто.
Озборн и сотрудники компании прибывают на место происшествия, чтобы выключить генератор, а Человек-паук помогает Октавиусу выбраться из-под обломков. Когда доктор приходит в себя, он атакует Осборна своими щупальцами и прижимает его к стене. Человек-паук пытается вмешаться, но Октавиус также отталкивает его одним из своих щупалец, называя себя Доктором Осьминогом. Он крадёт аккумуляторную батарею для перезарядки своих щупалец и уходит. На следующий день Питер, Гвен, Гарри и их некоторые друзья отправляются на Кони-Айленд, где Гарри поражает всех своей силой. Лиз Аллан начинает приставать к Питеру, и они оба весело проводят время. Однако Питер замечает доктора Осьминога и сбегает, чтобы переодеться в Человека-паука.
Затем он следует за Доктором Осьминогом в TriCorp, где тот хочет украсть долговременный блок питания из хранилища. Человек-паук прибывает вовремя и первым хватает источник энергии. Он убегает, заставляя Доктора Осьминога гнаться за ним, тяня время, пока старый заряд в щупальцах злодея не кончится. Они возвращаются на Кони-Айленд, и Осьминог, зная о привязанности Человека-паука к людям, похищает Лиз. У него осталось энергии примерно на час, он взбирается на вершину американских горок, оставляя Человеку-пауку выбор между устройством и Лиз. Человек-паук подбрасывает рюкзак с прибором в воздух и спасает Лиз. Доктор Осьминог находит устройство, но когда начинает менять его вместо старого, Паук пользуется моментом и побеждает злодея.
Когда Питер возвращается к друзьям, он видит, что Лиз расстаётся со своим парнем Флэшем Томпсоном. Салли винит в этом Питера и бежит утешать Лиз. Гвен подходит к Питеру, и они решают, что им нужно поговорить с Гарри о его странном поведении в последнее время.

## Роли озвучивали
- Джош Китон — Питер Паркер (Человек-паук)
- Питер Макникол — Доктор Осьминог
- Стивен Блум — Зелёный гоблин
- Лейси Шабер — Гвен Стейси
- Джон Ди Маджо — Молотоглав
- Джошуа Лебар — Флэш Томпсон
- Ванесса Маршалл — Мэри Джейн Уотсон
- Даран Норрис — Джей Джона Джеймсон
- Алан Рачинс — Норман Озборн
- Джеймс Арнольд Тэйлор — Гарри Озборн / Фредерик Фосвел
- Аланна Юбак — Лиз Аллан

## Производство

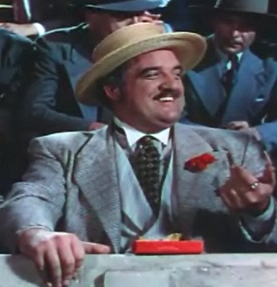
Питер Макникол опирался на Лэйрда Крегара (на фото) при озвучке Доктора Осьминога

Сценарий к эпизоду «Реакция» был написан Рэнди Джандтом, режиссёром выступила Дженнифер Койл. Первоначально серия транслировалась в блоке Kids WB! на The CW 3 мая 2008 года в 10:00 по восточному / тихоокеанскому времени с возрастным рейтингом TV-Y7-FV. Название серии «Реакция» расширяет образовательную тематику сериала, выбранную Грегом Вайсманом (завязка именований эпизодов, основываясь на химии).
Этот эпизод был одним из первых, написанных Джандтом. Сценарист сказал, что возможность поработать над мультсериалом была «одновременно захватывающей и немного пугающей, в первую очередь из-за завышенных ожиданий от такой знатной, устоявшейся франшизы». Чтобы оправдать эти ожидания, он придерживался упрощённой стратегии: «помните об истории, прислушайтесь к указаниям и советам Грега Вейсмана, а затем напишите серию с хорошей развлекательной историей, в которой будет столько действия и юмора, сколько позволяют 22 минуты». В частности, писать про Доктора Осьминога было трудно для начинающего сценариста, поскольку у персонажа был «такой разносторонний характер».
«Реакция» ознаменовала перевоплощение доктора Отто Октавиуса в Доктора Осьминога. Койл отметила свой энтузиазм по поводу персонажа, особенно по поводу его дизайна; она дала достойную похвалу его щупальцам, поскольку они «потрясающие, и время введения их в мультсериал было действительно удачным, настолько, что я думаю, вы почувствуете влияние этих рук». Шон Гэллоуэй, дизайнер персонажей мультсериала, сказал, что Доктор Осьминог «вероятно, один из [его] фаворитов», которых он создавал.
Питер Макникол озвучил доктора Осьминога. Макникол также принимал участие в таких проектах как «Надежда Чикаго», «4исла», «Юристы Бостона». Он решил сделать голос Доктора Осьминога, опираясь на Лэйрда Крегара, актёра 1940-х годов, который на протяжении своей недолгой карьеры страдал от ожирения, пока не потерял слишком много веса и не умер в возрасте 30 лет. Однако Макникол отмечает, что он «не подражатель, и именно качество Крегара, а не его голос дали мне мою модель».
17 марта 2009 года «Реакция» стала доступна на DVD The Spectacular Spider-Man, Volume 3 с эпизодами «Катализатор» и «Принцип неопределённости». В томе были представлены эпизоды, в которых Зелёный гоблин описывался как выдающийся персонаж. Эпизод также стал доступен в бокс-сете полного сезона на DVD The Spectacular Spider-Man: The Complete First Season DVD, который включал все остальные эпизоды первого сезона сериала.

## Отзывы

Динамика оценок IGN к эпизодам 1 сезона мультсериала

В целом «Реакция» получила положительные отзывы критиков. Эрик Гольдман из IGN поставил эпизоду оценку 8,2 и похвалил образ Доктора Осьминога: «с одной стороны, он был жалким, съёживающемся простаком. Но когда Норман ругал его, мы смогли мельком взглянуть на его гнев внутри, как он представляет, что атакует Нормана своими роботизированными щупальцами». Гольдману понравилась фраза Доктора Осьминога «Я был хорошим» и момент, когда Человек-паук врезается в стойку с мягкими игрушками, а Доктор Осьминог вытаскивает его как кран-машина.
Люк Бонанно из Ultimate Disney включил «Реакцию» в свой топ пяти любимых эпизодов первого сезона. Рецензент Джастин Феликс из DVD Talk подметил, что эпизод был «особенно насыщен действием». Роб М. Уорли из Mania охарактеризовал введение доктора Осьминога «взрывным» и похвалил Макникола за то, что тот сбалансировал такую тяжёлую нагрузку между эпизодом и другими сериалами.